# Чорлано
Чорлано (итал. Ciorlano) — коммуна в Италии, располагается в регионе Кампания, в провинции Казерта.
Население составляет 524 человека (2008 г.), плотность населения составляет 19 чел./км². Занимает площадь 27 км². Почтовый индекс — 81010. Телефонный код — 0823.
Покровителем коммуны почитается святитель Николай Мирликийский, празднование 6 декабря. 

## Демография
Динамика населения:

## Администрация коммуны
- Официальный сайт: http://www.comune.ciorlano.ce.it Архивная копия от 16 февраля 2017 на Wayback Machine